# Chetone separata
Chetone separata är en fjärilsart som beskrevs av Erich Martin Hering 1925. Chetone separata ingår i släktet Chetone och familjen björnspinnare. Inga underarter finns listade i Catalogue of Life.